# Lunar Orbiter 5
Lunar Orbiter 5 war die letzte Mondsonde des Lunar-Orbiter-Programms der US-amerikanischen Weltraumorganisation NASA. Mit dem Lunar Orbiter-Programm sollte der Mond fotografisch erfasst und kartografiert werden, um so Landeplätze für die Raumsonden des Surveyor-Programms sowie für die bemannte Mondlandung zu finden.

## Missionsverlauf
Die Mondsonde startete am 1. August 1967 und trat am 5. August in eine polare, elliptische Umlaufbahn um den Mond ein. Die Bahnhöhe betrug zwischen 194 und 6023 km, die Bahnneigung 85°, die Umlaufdauer 8,5 Stunden. Am 6. August begannen die Aufnahmen der Mondoberfläche. Am Folgetag wurde die Mondnähe auf 100 km verringert, und am 9. August die Mondferne auf 1499 km. Am 18. August endeten die Aufnahmen, anschließend wurden die Bilder bis zum 27. August zur Erde gefunkt. Die Mission erbrachte 211 Bilder mittlerer Auflösung und 633 Bilder hoher Auflösung. Am 31. Januar 1968 wurde die Sonde gezielt zum Absturz gebracht und schlug bei 3° S, 83° W auf.